# Доброта (Чорногорія)
Доброта (чорн. Dobrota/Доброта) — місто (поселення) в Чорногорії, підпорядковане общині Котор. Християнське  поселення з населенням 8 169  мешканців.

## Населення
Динаміка чисельності населення (станом на 2003 рік):
- 1948 → 906
- 1953 → 1 223
- 1961 → 1 630
- 1971 → 3 192
- 1981 → 5 435
- 1991 → 7 203
- 2003 → 8 169

Національний склад міста (станом на 2003 рік):
Слід відмітити, що перепис населення проводився в часи міжетнічного протистояння на Балканах й тоді частина чорногорців солідаризувалася з сербами й відносила себе до спільної з ними національної групи (найменуючи себе югославами-сербами - притримуючись течії панславізму). Тому, в запланованому переписі на 2015 рік очікується суттєва кореляція цифр національного складу (в сторону збільшення кількості чорногорців) - оскільки тепер чіткіше проходитиме розмежування, міжнаціональне, в самій Чорногорії.

## Церкви
- Церква святого Матвія - споруджена у 1670 році замість зруйнованої землетрусом 1667 року. Свій нинішній вигляд, з трьома куполами і двома вежами, церква набула після 1770.
- Церква святого Євстахія (1773)
- Церква Пророка Іллі